# Newportia atoyaca
Newportia atoyaca är en mångfotingart som beskrevs av Chamberlin 1943. Newportia atoyaca ingår i släktet Newportia och familjen Scolopocryptopidae. Inga underarter finns listade i Catalogue of Life.